# Andreea Vanc
Andreea Ehritt Vanc (née le 6 octobre 1973 à Timișoara) est une joueuse de tennis roumaine, professionnelle depuis 1992.
Au cours de sa carrière, elle a remporté deux tournois WTA en double.

## Palmarès

### Titres en double dames
| No | Date       | Nom et lieu du tournoi                  | Catégorie | Dotation  | Surface      | Partenaire          | Finalistes                                    | Score    |          |
| -- | ---------- | --------------------------------------- | --------- | --------- | ------------ | ------------------- | --------------------------------------------- | -------- | -------- |
| 1  | 16-05-2005 | Internationaux de Strasbourg Strasbourg | Tier III  | 170 000 $ | Terre (ext.) | Rosa María Andrés   | Marta Domachowska Marlene Weingärtner         | 6-3, 6-1 | Parcours |
| 2  | 30-04-2007 | Estoril Open Estoril                    | Tier IV   | 145 000 $ | Terre (ext.) | Anastasia Rodionova | Lourdes Domínguez Lino Arantxa Parra Santonja | 6-3, 6-2 | Parcours |

### Finales en double dames
| No | Date       | Nom et lieu du tournoi                  | Catégorie | Dotation  | Surface      | Vainqueures                        | Partenaire          | Score         |          |
| -- | ---------- | --------------------------------------- | --------- | --------- | ------------ | ---------------------------------- | ------------------- | ------------- | -------- |
| 1  | 26-04-1999 | Croatian Ladies Open Bol                | Tier IVa  | 142 500 $ | Terre (ext.) | Jelena Kostanić Michaela Paštiková | Meghann Shaughnessy | 7-5, 6-7, 6-2 | Parcours |
| 2  | 16-07-2001 | Sanex Trophy Knokke-Heist               | Tier IV   | 150 000 $ | Terre (ext.) | Virginia Ruano Pascual Magüi Serna | Ruxandra Dragomir   | 6-4, 6-3      | Parcours |
| 3  | 22-05-2006 | Internationaux de Strasbourg Strasbourg | Tier III  | 175 000 $ | Terre (ext.) | Liezel Huber Martina Navrátilová   | Martina Müller      | 6-2, 7-61     | Parcours |
| 4  | 14-05-2007 | GP Princesse Lalla Meryem Fès           | Tier IV   | 145 000 $ | Terre (ext.) | Vania King Sania Mirza             | Anastasia Rodionova | 6-1, 6-2      | Parcours |

## Parcours en Grand Chelem

### En simple
N'a jamais participé à un tableau final.

### En double dames
| Année | Open d'Australie              | Open d'Australie           | Internationaux de France     | Internationaux de France    | Wimbledon                     | Wimbledon                   | US Open                       | US Open                    |
| ----- | ----------------------------- | -------------------------- | ---------------------------- | --------------------------- | ----------------------------- | --------------------------- | ----------------------------- | -------------------------- |
| 2002  | 1er tour (1/32) Alina Jidkova | Tina Križan K. Srebotnik   | 1er tour (1/32) L. Němečková | Rita Grande P. Schnyder     | 1er tour (1/32) L. Němečková  | T. Musgrave T. Tanasugarn   | -                             | -                          |
| 2003  | 2e tour (1/16) A. van Exel    | C. Martínez Nadia Petrova  | 1er tour (1/32) F. Pennetta  | María Vento A. Widjaja      | 2e tour (1/16) R. Dragomir    | Kim Clijsters Ai Sugiyama   | 1er tour (1/32) R. Voráčová   | Cara Black Likhovtseva     |
| 2004  | 1er tour (1/32) S. Talaja     | E. Gagliardi Roberta Vinci | -                            | -                           | -                             | -                           | 1er tour (1/32) Alina Jidkova | Silvia Farina F. Schiavone |
| 2005  | 3e tour (1/8) Eva Birnerová   | L. Davenport C. Morariu    | 3e tour (1/8) Eva Birnerová  | Émilie Loit Nicole Pratt    | 1er tour (1/32) Eva Birnerová | J. Husárová C. Martínez     | 2e tour (1/16) Eva Birnerová  | S. Kuznetsova Alicia Molik |
| 2006  | 2e tour (1/16) Maret Ani      | Lisa Raymond S. Stosur     | 2e tour (1/16) An. Rodionova | Dinara Safina Roberta Vinci | 2e tour (1/16) An. Rodionova  | E. Daniilídou Anabel Medina | 2e tour (1/16) An. Rodionova  | J. Husárová Likhovtseva    |
| 2007  | 1er tour (1/32) An. Rodionova | Cara Black Liezel Huber    | 2e tour (1/16) An. Rodionova | Alicia Molik M. Santangelo  | 1er tour (1/32) An. Rodionova | K. Srebotnik Ai Sugiyama    | 1er tour (1/32) An. Rodionova | Lisa Raymond S. Stosur     |

Sous le résultat, la partenaire ; à droite, l’ultime équipe adverse.

### En double mixte
| Année | Open d'Australie              | Open d'Australie         | Internationaux de France | Internationaux de France | Wimbledon                    | Wimbledon                 | US Open                       | US Open                    |
| ----- | ----------------------------- | ------------------------ | ------------------------ | ------------------------ | ---------------------------- | ------------------------- | ----------------------------- | -------------------------- |
| 2005  | -                             | -                        | -                        | -                        | 1er tour (1/32) Andrei Pavel | Gisela Dulko Mariano Hood | -                             | -                          |
| 2006  | -                             | -                        | -                        | -                        | 1er tour (1/32) David Škoch  | Gisela Dulko F. González  | 1er tour (1/16) Rogier Wassen | Sun Tiantian Julian Knowle |
| 2007  | 1er tour (1/16) Rogier Wassen | M. Adamczak Stephen Huss | -                        | -                        | -                            | -                         | -                             | -                          |

Sous le résultat, le partenaire ; à droite, l’ultime équipe adverse.

## Classements WTA en fin de saison

### En simple
| Année | 1990 | 1991 | 1992 | 1994 | 1995 | 1996 | 1997 | 1998 | 1999 | 2000 | 2001 | 2002 | 2003 | 2004 | 2005 | 2006 |
| Rang  | 517  | 399  | 354  | 839  | 360  | 400  | 278  | 233  | 178  | 380  | 223  | 144  | 182  | 482  | 644  | 765  |

Source : (en) « Classements de Andreea Vanc », sur le site officiel du WTA Tour

### En double
| Année | 1990 | 1991 | 1992 | 1994 | 1995 | 1996 | 1997 | 1998 | 1999 | 2000 | 2001 | 2002 | 2003 | 2004 | 2005 | 2006 | 2007 | 2008 |
| Rang  | 621  | 401  | -    | 640  | 272  | 222  | 221  | 252  | 141  | 217  | 115  | 114  | 117  | 116  | 45   | 50   | 79   | 282  |

Source : (en) « Classements de Andreea Vanc », sur le site officiel du WTA Tour